# おおしま (掃海艇・2代)
おおしま（ローマ字：JDS Oshima, MSC-654）は、海上自衛隊の掃海艇。はつしま型掃海艇の6番艇。艇名は伊豆大島に由来する。うきしま型掃海艇「おおしま」に次いで日本の艦艇としては2代目。

## 艦歴
「おおしま」は、昭和54年度計画掃海艇354号艇として、日立造船神奈川工場で1980年6月2日に起工され、1981年6月17日に進水、1981年11月26日に就役し、同日付で第2掃海隊群隷下に第13掃海隊が新編され、「にいじま」とともに編入され大湊に配備された。
1993年11月9日、第13掃海隊が佐世保地方隊沖縄基地隊に編入された。
1997年3月19日、隊番号の改正により第13掃海隊が第46掃海隊に改称。
1998年3月23日、除籍。